# 바리오 델 푸에르토역
바리오 델 푸에르토 역(스페인어: Barrio del Puerto)은 마드리드 지하철 7호선의 역이다. 코슬라다의 바리오델푸에르토 지역에 있는 에스파냐 대로 지하에 위치해 있다. 요금구역상으로는 B1구역에 속한다.

## 역사
2007년 5월 5일 메트로에스테 구간 개통과 함께 문을 열었다.
2014년 7월 19일부터는 에스타디오 메트로폴리타노 역에서부터 오스피탈 델 에나레스 역까지의 전 구간이 시설정비 공사로 운행을 중단하면서 잠시 시종착역이 되었다. 이 역에서 오스피탈 델 에나레스 역까지 6.5km 길이의 터널 구간에 방수를 적용하는 작업이 주된 이유였다. 공사는 10월 13일에 끝났다.

## 환승 정보
역 주변에 시외버스 정류장이 한 곳 있다.
버스
- 시외버스
  - 288번 (주간)

지하철
| 마드리드 지하철                      | 마드리드 지하철                      | 마드리드 지하철                  |
| ------------------------------------ | ------------------------------------ | -------------------------------- |
| 코슬라다 센트랄 오스피탈 델 에나레스 | 마드리드 지하철 7호선 (메트로에스테) | 에스타디오 메트로폴리타노 피티스 |